# Arinthaeus (Heermeister)
Flavius Arinthaeus war ein spätantiker römischer Politiker und  Militär des 4. Jahrhunderts n. Chr. 
Arinthaeus tritt erstmals im Jahr 355 in Erscheinung, als er als Tribunus in der Provinz Raetia diente. Laut Ammianus Marcellinus agierte er in dieser Zeit als Stellvertreter des Leiters der Waffenausrüstung (agens vicem armaturarum rectoris). Zusammen mit den Tribunen Seniauchus, der eine berittene Einheit der Comites befehligte, und Bappo, der die Promoti (eine eliteartige Kavallerieeinheit) anführte, spielte er eine wichtige Rolle in der regionalen Verteidigung.
Seine militärische Laufbahn erreichte einen Höhepunkt während des Persienfeldzugs Kaiser Julians (363–364). Möglicherweise als Comes rei militaris kommandierte Arinthaeus zunächst die Kavallerie auf dem linken Flügel, gemeinsam mit Hormisdas. Später führte er eine Infanterieeinheit in der Nähe von Ktesiphon. Nach Julians Tod im Jahr 363 war Arinthaeus in die politischen Wirren um die Nachfolge verwickelt. Ammianus berichtet, dass Arinthaeus und Victor sowie die unter Constantius II. im Palast Zurückgebliebenen auf ihrer Seite nach einem geeigneten Mann suchten; demgegenüber suchten Nevitta und Dagalaifus sowie die gallischen Heerführer in den eigenen Reihen nach einem solchen Mann.
Unter dem neuen Kaiser Jovian wurde Arinthaeus mit wichtigen diplomatischen und militärischen Aufgaben betraut. Er verhandelte zusammen mit Saturninius Secundus Salutius mit den Sassaniden und wurde später nach Gallien entsandt, um das Kommando des Iovinus zu bestätigen. Interessanterweise wird er in einigen Quellen als Patricius bezeichnet, was jedoch vermutlich eine Fehlbezeichnung ist.
Er spielte eine Schlüsselrolle bei der Wahl Valentinians zum Kaiser im Jahr 364. Philostorgios erwähnt, dass er zusammen mit Secundus diese Entscheidung unterstützte. Nach der Teilung des Reiches zwischen Valentinian und seinem Bruder Valens blieb Arinthaeus in der Gefolgschaft des Valens. In dieser Zeit kämpfte er gegen den Usurpator Procopius, wobei er als lectissimus dux („herausragender Anführer“) bezeichnet wurde.
Nach der Niederschlagung des Procopius wurde Arinthaeus zum Magister peditum ernannt, eine Position, die er von ca. 366 bis 378 innehatte. In dieser Funktion war er maßgeblich am Gotenkrieg von 367 beteiligt, wo er mit „plündernden Truppenverbänden operierte.“ 369 verhandelte er gemeinsam mit Victor den Frieden mit den Goten unter Athanarich. Zwei Jahre später, 371, wurde er mit einem Heer nach Armenien entsandt, um gegen die Perser zu unterstützen. Im Jahr 372 war Arinthaeus zusammen mit Domitius Modestus Konsul.
Arinthaeus erhielt im Jahr 374 einen Brief von Basilius dem Großen. Er starb offenbar im Jahr 378, noch immer im Amt als στρατηλάτης (Stratelates, wahrscheinlich gleichbedeutend mit seinem Titel als Magister peditum). Basilius beschreibt ihn in der Blüte seines Lebens, als er auf dem Sterbebett die Taufe empfing. Dieser Brief von Basilius ist ein Kondolenzschreiben an die Witwe von Arinthaeus, was zeigt, dass er von seiner Mutter, seiner Ehefrau und seiner Tochter überlebt wurde.
Nach Claudian war Arinthaeus einst der Besitzer des später einflussreichen Höflings Eutropius, der ihm Kupplerdienste geleistet haben soll.